# Chiesa di Sant'Antonio Abate (Tossicia)
La chiesa di Sant'Antonio Abate è un edificio religioso situato a Tossicia, in provincia di Teramo, all'interno del Parco nazionale del Gran Sasso e Monti della Laga, nella zona centrale della Valle del Mavone.
La chiesa ha modeste dimensioni ed è dedicata al patrono degli animali domestici. Si eleva sulla zona più alta della piazza del piccolo borgo. L'edificio sacro, citato nell'Elenco degli edifici monumentali della provincia di Teramo, è stato costruito interamente in pietra a vista e si mostra nella sua semplice ed essenziale austerità, abbellito solo dal portale esterno, finemente decorato, restaurato dalla Soprintendenza abruzzese, dopo la seconda guerra mondiale.
È tradizione accatastare davanti all'ingresso della chiesa una torre di legname da incendiare, chiamata "la torre del fuoco di sant'Antonio". Si tratta di un rito peculiare del periodo invernale che si tiene nel paese verso la fine del mese di gennaio.

## Descrizione
La composizione della porta monumentale si articola su un arco a tutto sesto con sfondo a risalto, di gusto gotico. L'ingresso si apre tra semicolonne decorate con bassorilievi che alla sommità presentano capitelli raffiguranti teste umane, fuse in un'unica fascia sporgente. Alla base delle semicolonne vi sono le sculture di piccoli maialini accovacciati che, oltre a ricordare uno degli emblemi del santo, la guarigione del porcellino, fanno riferimento all'uso terapeutico del loro grasso per la cura e la guarigione del fuoco di Sant'Antonio.
L'interno della lunetta ospita la statua di sant'Antonio abate, mentre l'archivolto, sviluppato in tre archi, è popolato da angeli suonatori di tromba e dalla presenza solenne della testa del Padre Eterno, posta al centro del secondo arco, al di sopra dell'effigie del santo. A completamento della composizione vi sono il timpano cuspidato a pinnacoli rifinito con fogliame e i simboli dei quattro evangelisti. Alla sommità della cuspide, ad attestare il sovrano patronato, compare lo stemma reale inquartato della famiglia aragonese. Nella porzione sinistra della facciata, a fianco del piedritto, si trova murata la lastra che reca l'iscrizione: «HOP . FECIT . ADEAS . LOMARD . 1471 », interpretata come: «Hoc opus fecit Andreas lombardus 1471» e così tradotta: «Quest'opera fu eseguita da Andrea lombardo nel 1471». Nell'elenco degli edifici monumentali della provincia di Teramo è citato Andrea Lommardo di Atri. Sebbene gli storici siano univocamente concordi a riconoscere nella scolpitura delle pietre il gusto e la maestria dei lapicidi lombardi della seconda metà del Quattrocento, non individuano con certezza l'autore del manufatto. Un probabile esecutore del portale potrebbe essere Andrea da Como, attivo nella città dell'Aquila nel 1474.
L'ambiente interno si compone in un'unica navata a fondo rettilineo, spoglia ed essenziale, illuminata da 4 finestre rettangolari che si aprono lungo i fianchi del perimetro e dall'oculo della facciata posto fra il portale e il timpano cuspidato. Il vano è coperto da un tetto a capanna sorretto dalla volta a capriate. L'aula ospita un piccolo altare, un crocifisso risalente alla prima metà del XV secolo, forse di fattura spagnola e la statua lignea di santa Sinforosa, patrona di Tossicia, qui trasportata da quando il terremoto del 2009 ha reso inagibile la chiesa matrice che la accoglieva. La santa reca nella mano sinistra una riproduzione del borgo abruzzese.